# Diphaca
Diphaca là một chi thực vật có hoa trong họ Đậu.